# Fregaty rakietowe typu Wielingen
Fregaty rakietowe typu Wielingen (E-71) – typ czterech belgijskich wielozadaniowych fregat rakietowych, zbudowanych dla Komponentu Morskiego Sił Zbrojnych Belgii w latach 70. XX wieku.

## Historia
Niewielka marynarka belgijska, działająca w ramach sojuszu NATO, przez dwie dekady po II wojnie światowej miała w swoim składzie głównie okręty przeciwminowe. W latach 50. do zadań eskortowych dostosowano sześć trałowców oceanicznych typu Algerine, lecz były to już przestarzałe i wolne okręty wojennej budowy. W 1969 roku rozpoczęto w Belgii studia nad zastąpieniem ich przez nowoczesne fregaty, zbudowane w kraju. Program ich konstrukcji zatwierdzono 23 czerwca 1971 roku. Mimo braku doświadczenia konstruktorów belgijskich w projektowaniu większych okrętów, zdecydowano opracować główny projekt siłami służb technicznych marynarki belgijskiej, a dopiero na finalnym etapie procesu projektowego współpracować z państwami mającymi większe doświadczenia w budownictwie okrętowym. Przez to, fregaty rakietowe typu Wielingen stały się pierwszymi większymi okrętami wojennymi zaprojektowanymi i zbudowanymi w oparciu o belgijski przemysł stoczniowy. Dla zmniejszenia kosztu okrętów zdecydowano zoptymalizować projekt pod kątem zadań eskortowych ograniczających się do akwenu Morza Północnego i kanału La Manche, oraz wykorzystać uzbrojenie i wyposażenie stosowane już przez sąsiednie państwa NATO. Uzbrojenie zastosowano głównie francuskiej produkcji (oprócz amerykańskich rakiet przeciwlotniczych), a wyposażenie radioelektroniczne – holenderskiej. Projekt otrzymał oznaczenie E-71.
Zamówienie na dwie pary okrętów złożono we wrześniu 1973 i październiku 1974 roku odpowiednio w stoczniach: J. Bones & Sons (Boelwerf) w Temse i J. Cockerill w Hoboken (dzielnicy Antwerpii). Stocznie miały wykonać kadłub, siłownię i mechanizmy, a dostawa uzbrojenia i wyposażenia leżała po stronie marynarki. Stępkę pod pierwszą z fregat: „Wielingen” położono w Temse 5 marca 1975 roku. Jako pierwsza została natomiast wodowana 8 grudnia 1975 roku „Westdiep” budowana w Hoboken. Obie oddano w grudniu 1976 roku, ale musiały następnie powrócić do stoczni w celu poprawek napędu. Ostatecznie pierwsza para fregat znalazła się w linii 20 stycznia 1978 roku a kolejne dwie: „Wandelaar” i „Westhinder” 27 października tegoż roku.
Podstawowym obszarem działania nowych eskortowców marynarki belgijskiej był akwen Morza Północnego, kanału La Manche i wschodniej części Atlantyku a ich podstawowym zadaniem ochrona szlaków handlowych i konwojów przed atakami okrętów podwodnych, lotnictwa i kutrów rakietowych.
Fregaty typu Wielingen współdziałały w ramach zespołów okrętów NATO z jednostkami innych państw operujących na Morzu Północnym i Oceanie Atlantyckim. Dwa z nich: "Westdiep" i "Westhinder" brały udział w blokadzie morskiej byłej Jugosławii w 1993 roku w związku z wojną domową. Latem 1993 roku jednak "Westhinder" został uszkodzony na skałach u wybrzeży Norwegii. Został po tym wycofany ze służby 1 lipca 1993 roku. Pozostałe trzy fregaty, wycofane w latach 2005–2007, zostały sprzedane do Bułgarii, gdzie kontynuowały służbę w Marynarce Wojennej Bułgarii.

## Opis konstrukcji

### Kadłub i opis ogólny
Fregaty rakietowe typu Wielingen są jednostkami o gładkopokładowym kadłubie z niewielkim wzniosem pokładu w części dziobowej i uskokiem na samej rufie. Na śródokręciu znajduje się grupa nadbudówek, z pojedynczym kominem. Nadbudówki wykonane są w większości z lekkiego stopu aluminiowo-magnezowego, a ze stali w części pod wyrzutnią rakietowych bomb głębinowych. Na pokładzie górnym na dziobie umieszczona były pojedyncza wieża artyleryjska, a na rufie wyrzutnie rakiet przeciwokrętowych (na niskiej pokładówce) i przeciwlotniczych. Na dolnym wysuniętym piętrze nadbudówki dziobowej, przed mostkiem, umieszczona została wyrzutnia rakietowych bomb głębinowych. Okręty zaprojektowano w sposób umożliwiający działanie w warunkach skażenia radioaktywnego – pomieszczenia są klimatyzowane i gazoszczelne.
Całkowicie spawany kadłub wykonany jest z wysokowytrzymałej stali, skonstruowany jest we wzdłużnym układzie wiązań i podzielony na 13 przedziałów wodoszczelnych. Kadłub ma dwa ciągłe pokłady, z tym że pokład górny ma uskok na rufie, na którym znajdują się urządzenia cumownicze i winda dla celu pozornego dla torped. Okręty mają wysoką wolną burtę i dysponują dużą dzielnością morską. Dla zmniejszenia przechyłów mają stabilizatory płetwowe firmy Vosper-Thornycroft oraz krótkie stępki przeciwprzechyłowe. Ster jest pojedynczy, półzrównoważony.
Wyporność standardowa wynosi 1940 ton, a pełna 2430 ton. Długość wynosi 106,38 m, szerokość 12,3 m, a zanurzenie 3,9 m.
Załoga etatowo liczy 159 osób, w tym 13 oficerów.

### Napęd
Fregaty posiadają napęd kombinowany w systemie CODOG (ang.: COmbined Diesel Or Gas turbine), składający się z dwóch silników wysokoprężnych Cockerill Cockerill CO-240V-12 o łącznej mocy 6000 KM dla uzyskiwania prędkości marszowej oraz z turbiny gazowej Rolls-Royce Olympus TM3B o mocy 25 440 KM dla prędkości maksymalnej. Okręty posiadają dwie śruby nastawne typu Lips. Napęd pozwalał na osiągnięcie prędkości maksymalnej 28 węzłów, a w późniejszym czasie służby 26 węzłów. Zasięg maksymalny wynosił 6000 mil morskich przy prędkości ekonomicznej 15 w.

### Uzbrojenie i wyposażenie

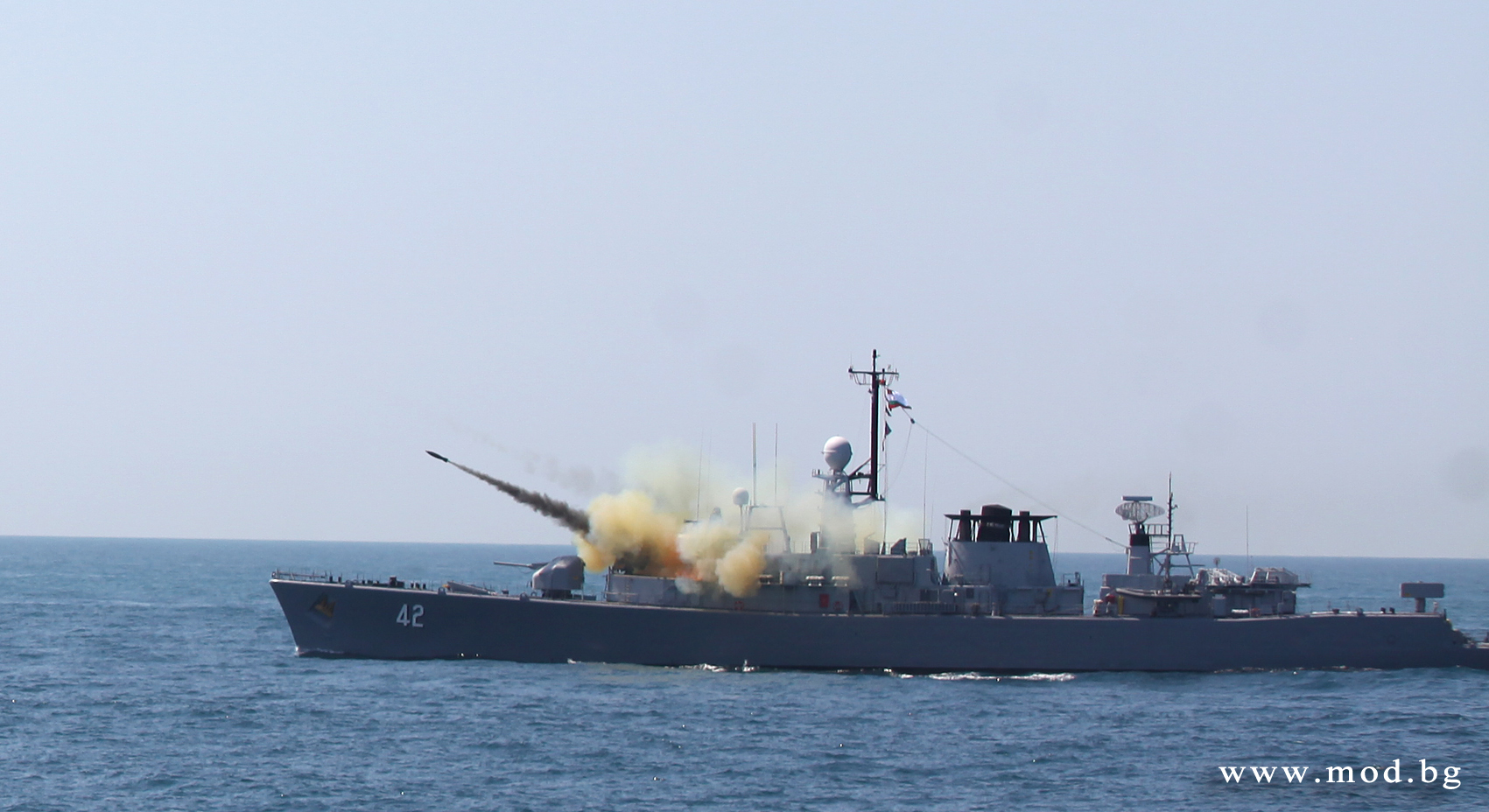
Odpalenie rakietowych bomb głębinowych z „Werniego”

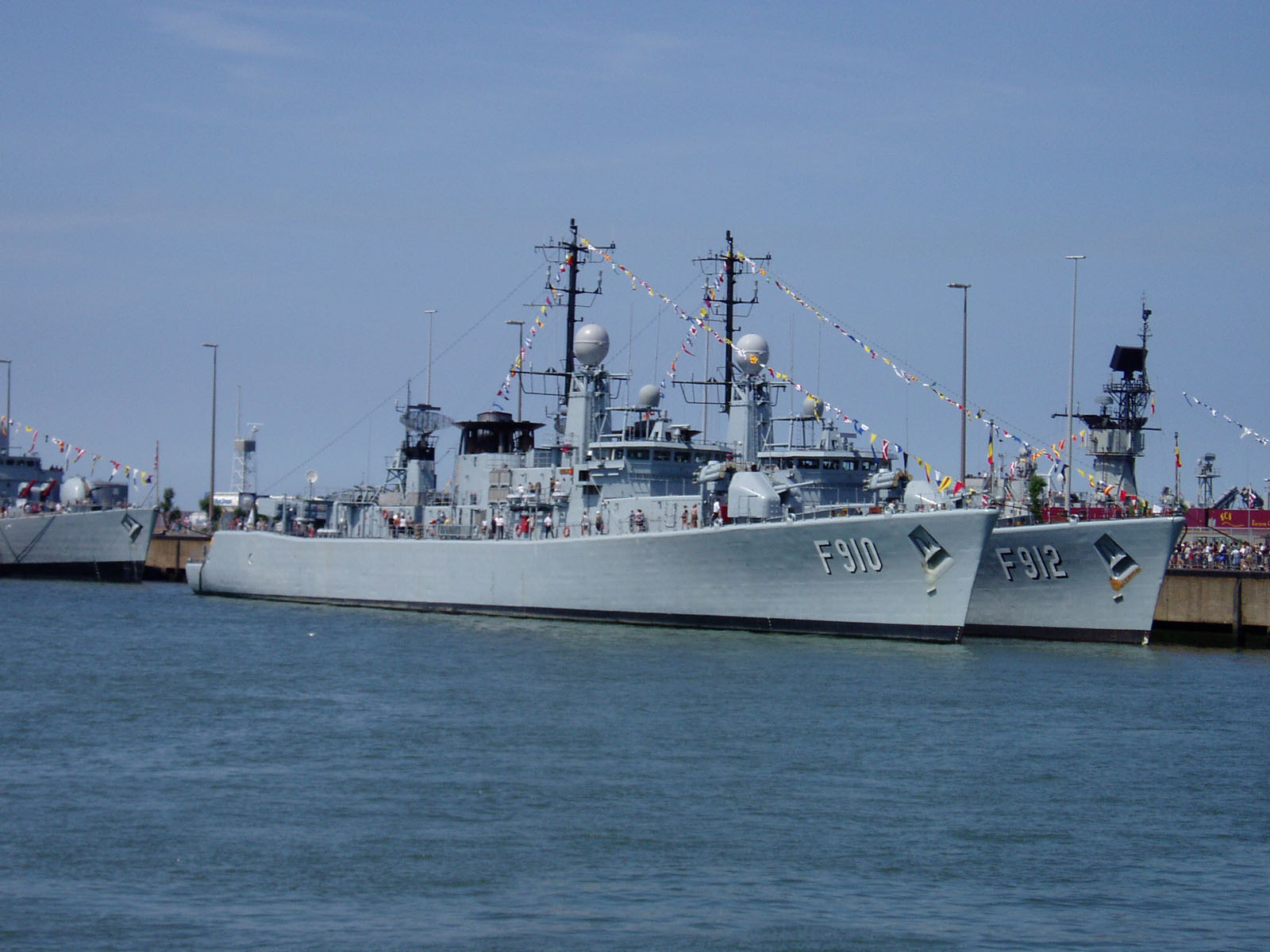
„Wielingen” (F910) w 2003

Uzbrojenie artyleryjskie fregat typu Wielingen stanowi automatyczna armata uniwersalna Creusot-Loire Mle 68 L/55 kal. 100 mm, umieszczona w wieży na dziobie. Strzela pociskami o masie 13,5 kg na odległość do 17 km do celów nawodnych i 8 km do powietrznych. Szybkostrzelność wynosi 80 strz./min, a zapas amunicji 600 nabojów. 
Do zwalczania celów nawodnych okręty mogą przenosić cztery pojemnikowe wyrzutnie rakiet MM 38 Exocet o zasięgu ok. 40 km. Do zwalczania celów powietrznych służy ośmioprowadnicowa pojemnikowa wyrzutnia Mk 29 rakiet przeciwlotniczych bliskiego zasięgu RIM-7 Sea Sparrow umieszczona na rufie. Pociski Sea Sparrow mają zasięg do 14 km. Podczas modernizacji okrętów typu Wielingen rozpoczętej w 1996 roku wyrzutnię zmodernizowano z wersji RIM-7M do RIM-7P.
Do zwalczania okrętów podwodnych przeznaczone są dwie pojedyncze wyrzutnie torped kal. 533 mm, umieszczone w kadłubie na rufie. Służą one do wystrzeliwania francuskich samonaprowadzających się torped L5, których zapas wynosi maksymalnie 10 sztuk. Uzupełnia je sześciolufowa wyrzutnia Creusot-Loire LR 6 Mle 1972 rakietowych bomb głębinowych systemu Boforsa kal. 375 mm. Wyrzutnia jest automatycznie przeładowywana i ma zapas 45 pocisków o masie 107 kg i zasięgu do 1600 m.

### Wyposażenie
Wyposażenie radioelektroniczne obejmuje radar dozoru ogólnego Signaal DA05, radar dozoru nawodnego i kierowania ogniem Signaal WM25, radar nawigacyjny Raytheon TM 1645/9X (po modernizacji: Signaal Scout), system informacji bojowej Signaal SEWACO IV, system rozpoznawczy swój-obcy Mk XII. Początkowo okręty miały stację hydrolokacyjną Westinghouse SQS-505A, następnie wymienioną na Computing Devices Canada SQS-510. Po modernizacji w 2002 roku mają też optroniczny system kierowania ogniem Sagem Vigy 1.
Okręty wyposażone były w system ostrzegania przed opromieniowaniem radarem Thomson-CST DR 2000, zastępowany przez Argos AR 900. Mają dwa systemy samoobrony Tracor MBA SRBOC z 6-lufowymi wyrzutniami celów pozornych Mk 36 oraz holowany wabik przeciwtorpedowy Nixie SLQ-25. 

## Okręty
| Nr burt. | Okręt      | Położenie stępki      | Wodowanie    | Wejście do służby | Los                                          |
| -------- | ---------- | --------------------- | ------------ | ----------------- | -------------------------------------------- |
| F910     | Wielingen  | 05. 03. 1974, Temse   | 30. 03. 1976 | 20. 01. 1978      | sprzedany do Bułgarii jako „Werni” (Верни)   |
| F911     | Westdiep   | 02. 09. 1974, Hoboken | 08. 12. 1975 | 20. 01. 1978      | sprzedany do Bułgarii jako „Gordi” (Горди)   |
| F912     | Wandelaar  | 05. 03. 1975, Temse   | 21. 06. 1977 | 27. 10. 1978      | sprzedany do Bułgarii jako „Dryzki” (Дръзки) |
| F913     | Westhinder | 08. 12. 1975, Hoboken | 28. 01. 1977 | 27. 10. 1978      | wycofany 1. 07. 1993                         |

Stocznie:
- Boelwerft w Temse
- Cockerill w Hoboken